# Медков, Никита Александрович
Никита Александрович Медков (род. 17 ноября 1986, Москва) — российский регбист, играющий на позиции замка.

## Биография
Воспитанник СДЮСШОР «Слава» в которую записался в возрасте 14 лет. Первый тренер Черевичный А.А. В основной команде дебютировал в 2005 году. В 2007 завоёвывает бронзовые медали, а в 2008 становится серебряным призёром чемпионата. В 2011 году пополнил ряды команды «Енисей-СТМ». В его составе стал 3-х кратным чемпионом страны (2011, 2012, 2014). Обладатель Кубка России по регби (2014). По окончании сверхудачного сезона 2014 вернулся обратно в «Славу». В составе москвичей в 2019 году вновь стал бронзовым призёром первенства. По состоянию на 2020 год является капитаном клуба.
В сборной дебютировал в 2007 году в матче против Чехии. Последний на сегодня матч провел в 2012 году против Румынии. Был в расширенной заявке на поездку в Новую Зеландию на Кубок мира 2011 года, однако в окончательную заявку не попал.

## Достижения
- Чемпионат России:
  -  Чемпион России: 2011, 2012, 2014
  -  Серебряный призёр чемпионата России: 2008
  -  Бронзовый призёр чемпионата России: 2007, 2019
- Кубок России:
  -  Обладатель Кубка России: 2014